# Aşağıuluyol, Yüksekova
Aşağıuluyol là một xã thuộc huyện Yüksekova, tỉnh Hakkâri, Thổ Nhĩ Kỳ.